# Sophronica binigrovittipennis
Sophronica binigrovittipennis är en skalbaggsart som beskrevs av Stefan von Breuning 1964. Sophronica binigrovittipennis ingår i släktet Sophronica och familjen långhorningar. Inga underarter finns listade i Catalogue of Life.